# Kerkhof van Voorde
Het Kerkhof van Voorde is een gemeentelijke begraafplaats in het Belgische dorp Voorde, een deelgemeente van Ninove. De begraafplaats ligt rond de Sint-Pieters-Bandenkerk aan de oostelijke rand van het dorpscentrum. Aan de westgevel van de kerk staat een gedenkteken voor de gesneuvelde dorpsgenoten en burgerlijke slachtoffers van beide wereldoorlogen. 

## Brits oorlogsgraf
Aan de noordelijke zijde van de kerk ligt het graf van de Britse soldaat Roberts Henry Wallace Wriglersworth. Hij maakte deel uit van de Goldstream Guards en sneuvelde op 19 mei 1940 tijdens de gevechten tegen het oprukkende Duitse leger.  
Zijn graf wordt onderhouden door de Commonwealth War Graves Commission en is daar geregistreerd onder Voorde Churchyard.